# VCA Palmaria
El VCA Palmaria (Vehículo de Combate de Artillería) es un cañón autopropulsado construido por Tanque Argentino Mediano Sociedad del Estado (TAMSE) en los años ochenta para el Ejército Argentino (EA).

## Desarrollo y características
Conjuntamente desarrollado con el Tanque Argentino Pesado (TAP), luego abandonado; y con el VCCDT (Vehículo de Combate Centro de Dirección de Tiro) conforma un moderno sistema de artillería autopropulsada para operaciones en campaña, basado en el obús italiano Palmaria, desarrollado por OTO Melara, y construido en Italia.  
fue desplegado en los fines del año 1982, muy tarde para ver acción en el conflicto de las Islas Malvinas;pero 
demuestra que a pesar de su concepción inicial, es una pieza de artillería muy capaz y apta para los teatros de operaciones modernos.
Utiliza un chasis del proyecto Tanque Argentino Pesado de 40 toneladas y 7 ruedas de rodaje, derivado del Tanque Argentino Mediano, y la torreta y el obús de 155 milímetros OTO Melara Palmaria italiano en sus primeras versiones. Posee equipos de comunicaciones vehiculares SEM-180 y SEM-193, el cual posibilita la comunicación por voz (dentro y fuera del vehículo), aunque también opera en forma digital. Opera, además, un sistema de tiro integrado para la artillería de campaña denominado «Trueno», el cual lo capacita para dirigir el tiro de artillería en forma automatizada.

## Repotenciaciones
En el mes de octubre del año 2016 dieciocho VCA fueron sometidos a trabajos de modernización por el Batallón de Arsenales 601 y el Batallón de Arsenales 602, los cuales incluyen el reemplazo del sistema de la electrónica de la torre original PLC de uso industrial Siemens System 300S, sustitución de los sensores de control y terminales con una nueva pantalla táctil LCD, instalación de una alarma de preaviso de fallas y mantenimiento general de sus sistemas y componentes.

### Desarrollos relacionados
- Tanque Argentino Mediano
- OTO Melara Palmaria (artillería)
- TAM VCTP
- TAM VCLC

### Vehículos similares
- Obús autopropulsado M108
 Obús autopropulsado M109
 Obús autopropulsado M110
  Obús autopropulsado NLOS
- AMX MK F3
- IMI Sholef
- OTO Melara Palmaria (artillería)
- K-9 Thunder
- Artillería autopropulsada de 155 mm Tipo 75
 Artillería autopropulsada de 155 mm Tipo 99
- AHS Krab
- AS-90 Braveheart
- 2S19 Msta
- T-155 Fırtına
- SSPH Primus
- G6 Rhino

### Listas relacionadas
- Anexo:Equipamiento del Ejército Argentino